# Tatra Trucks

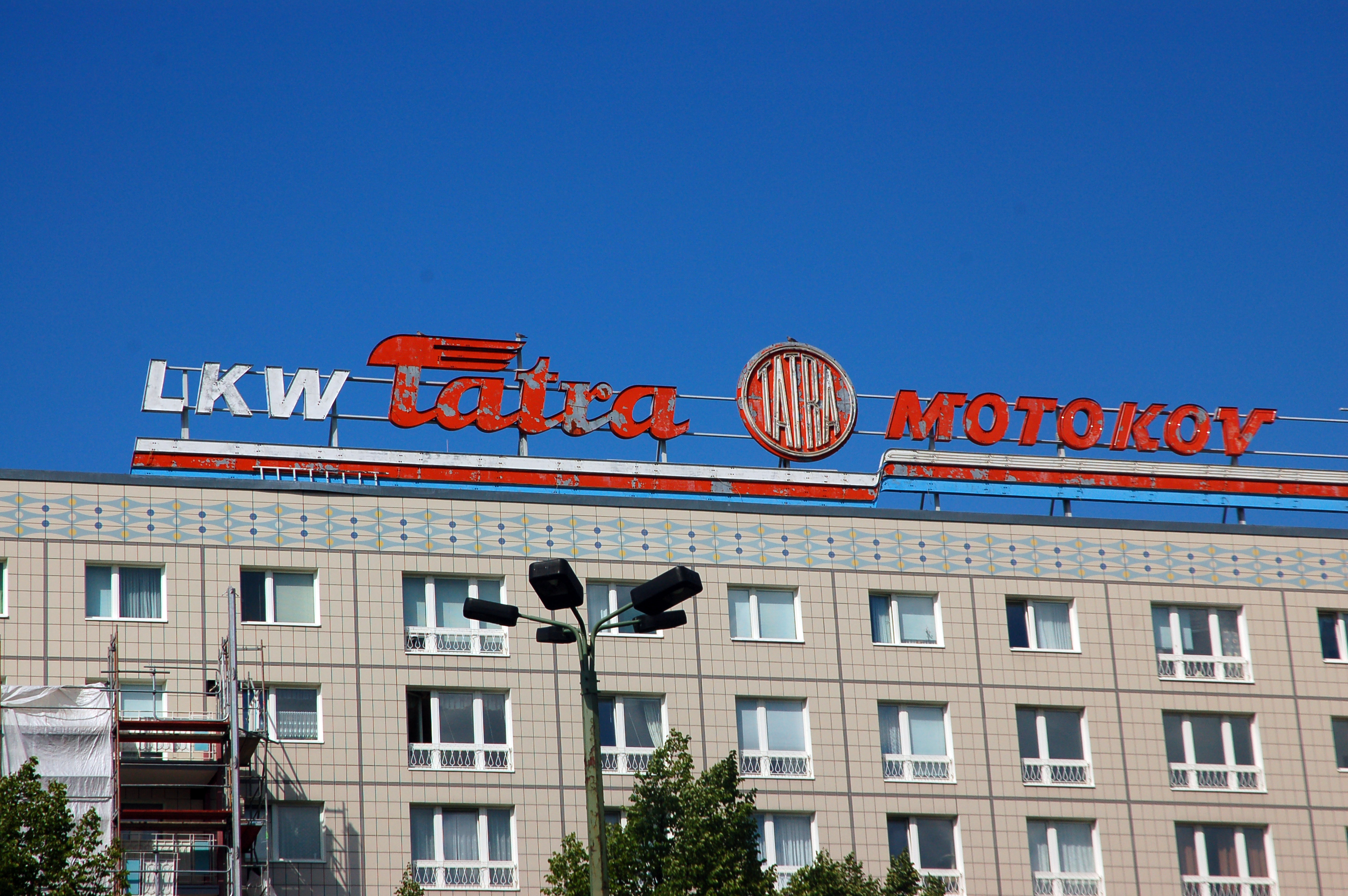
Tatra-Werbung an der Karl-Marx-Allee in Berlin (2009)

Tatra Trucks ist ein Automobil-Hersteller mit Sitz in Kopřivnice in Tschechien. Tatra ist einer der vier ältesten noch bestehenden Produzenten von Kraftfahrzeugen der Welt. Tatra gehört heute zur Czechoslovak Group.
Tatra ist insbesondere durch die Entwicklung des Zentralrohrrahmens („Tatra-Konzept“) und die früheren aerodynamische Personenkraftwagen Tatra 77 und Tatra 87 mit luftgekühltem Heckmotor international bekannt. Dieses Konzept war insbesondere auch Grundlage für den deutschen KdF-Wagen, der später als „Volkswagen Käfer“ einer der meistgebauten Personenkraftwagen der Welt wurde.
Geländegängige Lastkraftwagen von Tatra nahmen in jüngerer Vergangenheit an der Rallye Dakar sowie der Africa Eco Race teil, wo sie erste Preise gewannen.

## Geschichte

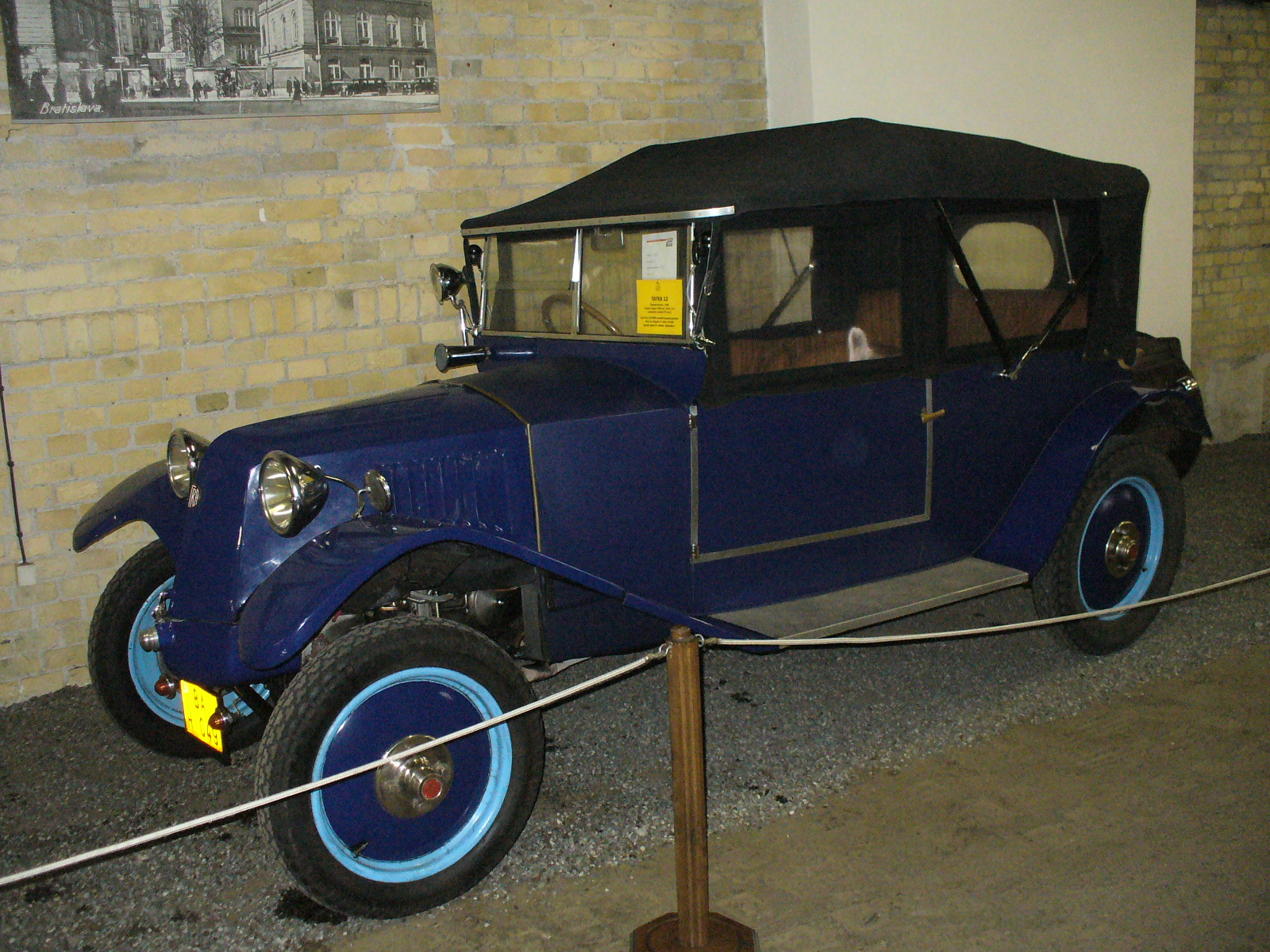
Tatra 12

Historisches Logo

### Gründerjahre
1924 entstanden die Tatra-Werke durch die Fusion der Nesselsdorfer Wagenbau-Fabriks-Gesellschaft mit der Waggonfabrik Ringhoffer AG in Prag-Smíchov. Die nach dem Zerfall der österreichisch-ungarischen Monarchie auf dem Gebiet Tschechoslowakei gelegenen Werke wurden nach dem höchsten Gebirge des Landes, der Tatra, benannt. Die Fahrzeuge tragen seit 1920 den Namen Tatra, zuvor war die Markenbezeichnung „Nesselsdorfer (Kopřivničan)“ oder „NW“ (Nesselsdorfer Wagenbau) verwendet worden.
Die Zentrale wurde von Wien nach Prag verlegt, da Österreich nach dem Krieg zum Ausland geworden war. Gleichzeitig wurde in Wien als Generalvertretung die Austro-Tatra gegründet.
Im gleichen Jahr entwickelte der Konstrukteur Hans Ledwinka den Prototyp 11, einen Pkw mit Zentralrohrrahmen, luftgekühltem Zweizylinder-Boxermotor vorne und Pendelachse hinten, im Volksmund Bügeleisen genannt, wegen der Form seiner spitzen, kühlerlosen Frontpartie. Dem folgte eine Reihe dieser Baulinie, auch mit Vierzylindern. 1931 wurde der Prototyp V-570 gebaut, mit stromlinienförmiger Karosserie und luftgekühltem Zweizylinder-Boxermotor im Heck. Dieses Auto ging nicht in Serie, kann aber als ideeller Vorgänger des deutschen VW Käfer gelten; Ledwinka war mit Ferdinand Porsche befreundet, und beide führten einen regen Ideenaustausch. 1934 folgte der große stromlinienförmige Typ 77 mit luftgekühltem V-Achtzylinder im Heck mit 3 Liter Hubraum und OHC-Ventilsteuerung, der in der letzten Vorkriegsstufe als Typ 87 bis zu 160 km/h schnell war (dank des für damalige Verhältnisse niedrigen Luftwiderstands-Beiwertes von cw = 0,36). An der Entwicklung dieser Baureihe war maßgeblich Ledwinkas Sohn Erich beteiligt. In den Jahren 1947–1950 unternahmen Miroslav Zikmund und Jiří Hanzelka mit dem Typ 87 eine Reise durch drei Kontinente.

### Verstaatlichung

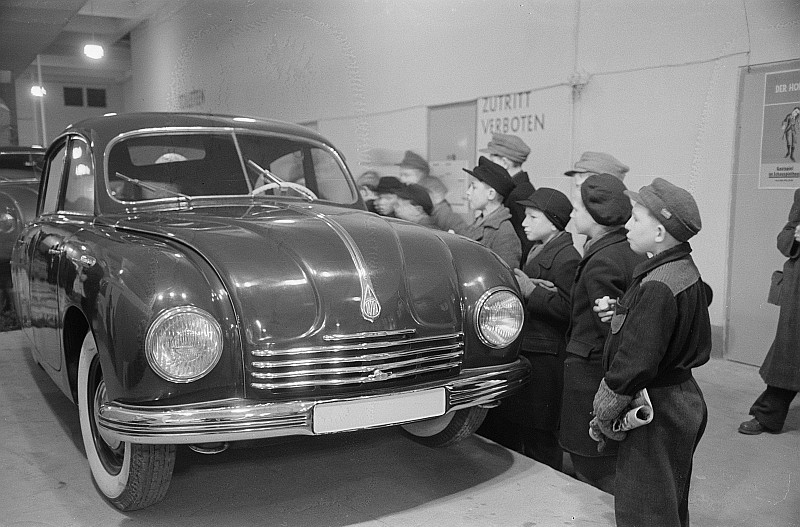
Tatra 600 (1951)

Nach dem Zweiten Weltkrieg versuchte die neue sozialistische Führung, die Marke Tatra auf die Lkw-Produktion umzustellen. So wurde die 1947 eingeführte kleinere Version des Typs 87 mit 2-Liter Vierzylinder, der Typ 600 Tatraplan, in das Škoda-Werk in Mladá Boleslav verlegt. Dieses Vorhaben wurde jedoch aufgegeben, als die Produktion eigener repräsentativer Fahrzeuge notwendig wurde. Zu diesem Zweck wurden die auf dem Typ 87 basierenden Modelle 603 (seit 1956) und der von Vignale karossierte Typ 613 (seit 1975) in handwerklicher Weise gebaut. Als letzten Versuch im Pkw-Geschäft brachte Tatra 1996 den Typ 700 auf den Markt, dessen Produktion jedoch nach zwei Jahren eingestellt wurde. Seither beschränkt sich Tatra auf die LKW-Produktion.
Alle Tatra-LKW zeichnen sich durch luftgekühlte V-Motoren, Stirnrad-Differentialgetriebe, einen zentralen Rohrrahmen (auch Tatra-Konzept genannt) und Allradantrieb aus. Dank der Pendelachsen sind sie gut geländetauglich.
Legendär wurde der dreiachsige Typ 111 mit V-12-Diesel (ab 1943, einige Nachfolger). Eine Weiterentwicklung des Typs 111 war die schwere Zugmaschine Typ 141, die von 1958 bis 1970 im Zweigwerk Bánovce nad Bebravou in der Slowakei hergestellt wurde.
Der 1953 eingeführte leichte Typ 805 mit V-8-Benziner diente überwiegend in den Streitkräften. Die Produktion wurde bald wieder eingestellt, da sich Tatra aufgrund einer Entscheidung des Ministeriums für Maschinenbau im Jahre 1952 auf Fahrzeuge mit 7 bis 10 Tonnen Nutzlast spezialisieren sollte. Zikmund und Hanzelka machten 1959–1964 eine weitere Weltreise mit dem Typ 805.
Ab den 1960er Jahren wurden nur noch 10-Tonner hergestellt. 1961 ging der Hauber-Typ 138 in die Serienfertigung und löste den veralteten Typ 111 ab. Ein Testgelände wurde gebaut, das überwiegend der Erprobung der Lkw-Eigenschaften diente. Zehn Jahre später, nach einem weiteren Entscheid des Ministeriums, Tatra zukünftig auf geländegängige Lkw ab 12 Tonnen Nutzlast zu spezialisieren, wurde der Typ 138 durch den Typ 148 ersetzt, welcher noch 2005 der am häufigsten anzutreffende Hauben-Lkw in Tschechien war. Die neueste Generation der Tatra-Hauber ist der seit 2001 produzierte Typ JAMAL.
1967 wurde der schwere Frontlenker Typ 813 vorgestellt, welcher der Nachfolger des Typs 141 wurde. Er wird erfolgreich bei Trial-Rennen eingesetzt. Eine Besonderheit ist die Einzelradaufhängung mit extremen Federwegen. Es gab eine Sonderausführung mit 1000-PS-Gasturbine für die Streitkräfte. Im ersten untersetzten Gang erreicht er 3,6 km/h bei Vollgas und ist in der Lage, festgefahrene Panzer mit 40 Tonnen Gewicht zu bergen. Die Steigfähigkeit beträgt 100 %, die Wattiefe 2,20 m. Der Kraftstoffverbrauch beträgt zwischen 65 und 250 Liter pro hundert Kilometer, im schweren Bergeeinsatz 500 Liter pro hundert Kilometer. Bei der Rally Paris-Dakar wurde der Lkw nicht zugelassen, weil er als Prototyp eingestuft wurde. Deshalb nahm Tatra mit dem Nachfolger Typ 815 teil.
1983 folgte der Typ 815, der in großen Stückzahlen und in verschiedenen Ausführungen produziert wurde. Der neueste Frontlenker trägt den Namen TERRNo1. Der Typ 815 hat mehrmals die Rallye Paris-Dakar in der Kategorie der Lastkraftwagen gewonnen.

### Privatisierung, häufiger Eigentümerwechsel und Ende der Pkw-Produktion
Nach der Samtenen Revolution in der Tschechoslowakei wurde eine umstrittene Coupon-Privatisierung durchgeführt, auch wenn die Daimler AG hohes Interesse an einer Übernahme mit Fortsetzung der Produktion bekundete. Die Coupon-Privatisierung hat sich nicht bewährt. Es gelangten viele Unternehmensanteile in unterschiedliche Fonds. Folge war eine Uneinigkeit mit regelmäßigen Eigentümer- und Managementwechseln. Eine weitere Hürde war die Trennung der Tschechoslowakei Ende 1992, bei der Werke im slowakischen Landesteil verloren gingen.
Mehrere zuvor elementare Lkw-Kunden fielen aufgrund des wirtschaftlichen Einbruchs in den ehemaligen RGW-Staaten weg. Eine Rettung des Unternehmens Tatra war eine große Lieferung von Militär-Lkw an die Vereinigten Arabischen Emirate.
Auch die Pkw-Produktion konnte nur schwer Abnehmer finden, vor allem, weil das Modell Tatra 613-4 eine für westliche Vorstellungen unkonventionelle Konstruktion als Oberklasselimousine mit Heckmotor aus den frühen 1970ern war. Auch der vergleichsweise niedrige Preis konnte keine kaufkräftigen Kunden im Westen locken. Inflationsbereinigt würde ein Tatra von 1993 im Jahr 2017 etwa 55.000 Euro kosten, eine vergleichbare Mercedes S-Klasse etwa 80.000 Euro. Im Jahr 1996 wurde das Nachfolgemodell Tatra 700 vorgestellt. Im Grunde war es ein umfangreich modernisierter T613, konnte mit zahlreichen Neuerungen wie Airbags, Antiblockiersystem, Tempomat und weiteren Ausstattungselementen zumindest auf den ersten Blick aufholen. Die tschechische Regierung bekundete Interesse an dem Fahrzeug, bestellte dann aber nur eine kleine Zahl an Fahrzeugen. Bei der Bevölkerung wollte man keine negativen Erinnerungen an das sozialistische Regime erwecken, da in dieser Zeit insbesondere hohe Funktionäre der KSČ (papaláši ) in Tatras chauffiert und die Fahrzeuge in private Hand nie verkauft worden waren. Unter anderem wurde Ministerpräsident und späterer Präsident Miloš Zeman im T700 gefahren. Die Regierung bestellte im Jahr 1999 bei Škoda etwa 200 um etwa 8 cm im Radstand verlängerte Octavia für ihre Behörden. Im gleichen Jahr stoppte Tatra nach nicht einmal 100 Fahrzeugen die Pkw-Manufaktur.
Von 2002 bis 2006 gehörte Tatra mehrheitlich zur amerikanischen Terex-Corporation. Ab 2006 war Tatra ein Teil der tschechischen Blue River Group.
Tatra war der einzige Motorenhersteller für Lastkraftwagen, der einen luftgekühlten V8 Zylinder mit der Euronorm 4 und seit dem Jahr 2008 auch mit Euro 5 anbot. Neben den Tatra Terrn°1 bot Tatra auch den Langhauber Jamal an. Die Produktion reicht vom 4×4 bis zum 16×16, da auch Anhänger durch eine gekuppelte Welle angetrieben werden können.
Hauptabsatzmärkte sind nach der Wende Mitteleuropa (Tschechische Republik, Slowakei, Polen, Ungarn), Osteuropa, Asien sowie Westeuropa.
Im August 2011 beteiligte sich DAF Trucks N. V. mit 19 % der Anteile an Tatra. DAF Trucks N. V. liefert nun auch Motoren und Kabinen an Tatra. Erstes Ergebnis dieser Zusammenarbeit war der im September 2011 vorgestellte Tatra Phoenix. Hierbei wird der Zentralrohrrahmen mit Achsen und Rahmen von Tatra produziert und die Kabine und Motor von DAF beigesteuert. Dieses und andere Tatra-Modelle werden künftig auch über das offizielle DAF-Händlernetz vertrieben.
Im März 2013 wurde Tatra in einer Auktion für 9,0 Millionen US-Dollar an ein Konsortium neuer Eigentümer verkauft, nachdem Tatra für zahlungsunfähig erklärt worden war. 2014 verkaufte Tatra 850 Lkw. Davon gingen 80 % in den Export. Gegenwärtig gehört Tatra Trucks zur Czechoslovak Group mit Sitz in Prag, es ist eine Unternehmensgruppe, die sich auf traditionelle Industriebetriebe der ehemaligen Tschechoslowakei konzentriert und hierbei auf eine wirtschaftlich positive Entwicklung baut. 2016 wurden 1326 Fahrzeuge von Tatra hergestellt.
Tatra Trucks ist Zulieferer für Militärfahrzeuge. Die slowakischen Panzerhaubitzen ZUZANA basieren auf Fahrgestellen von Tatra.

## Museum

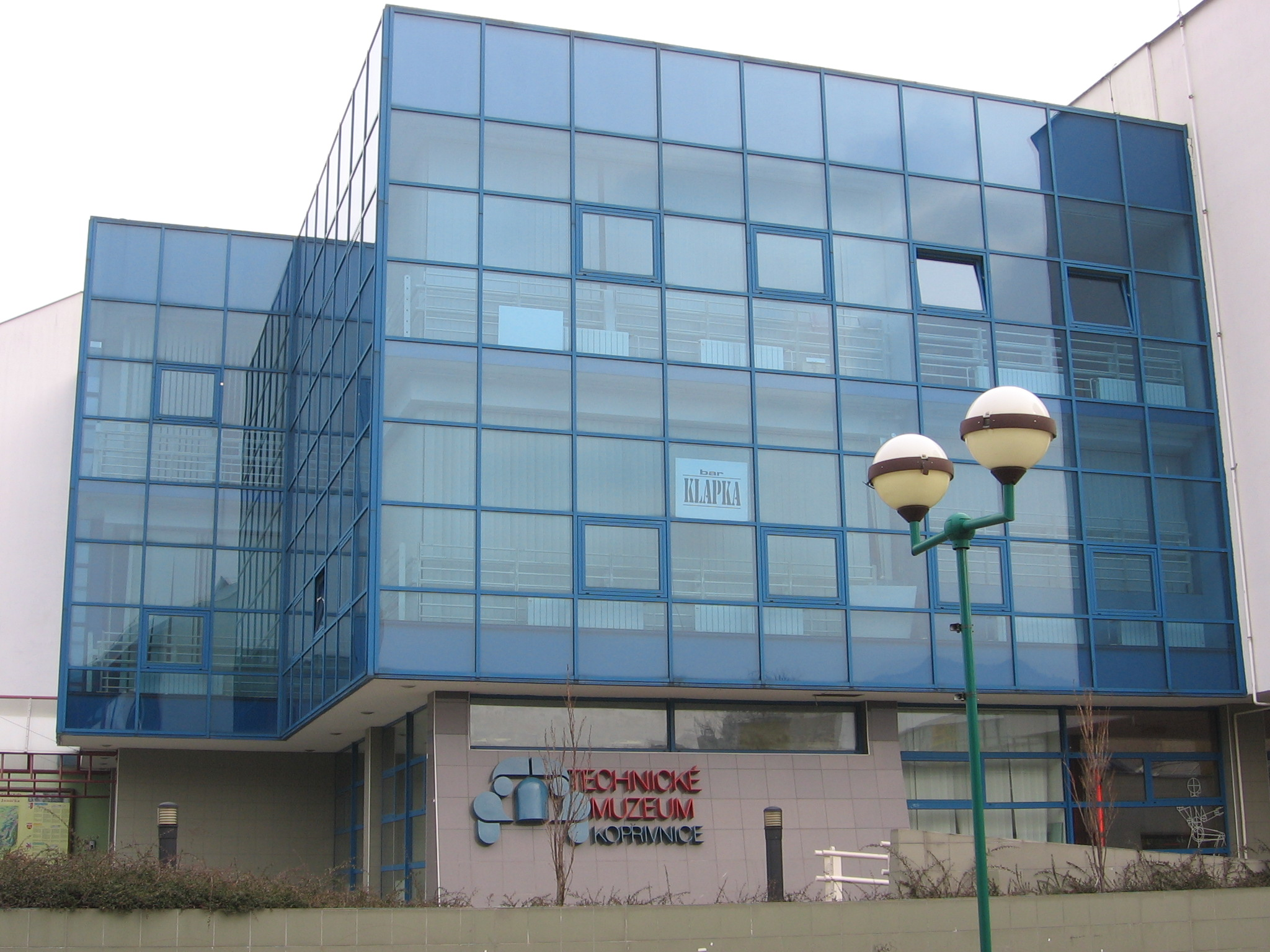
Technisches Museum in Kopřivnice

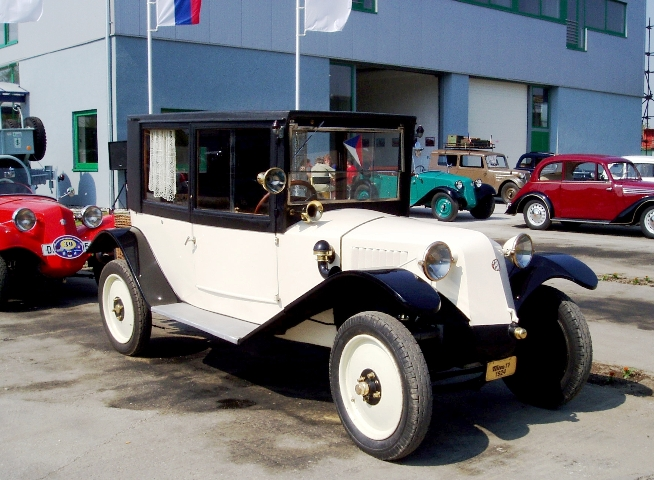
Tatra 11 von 1923

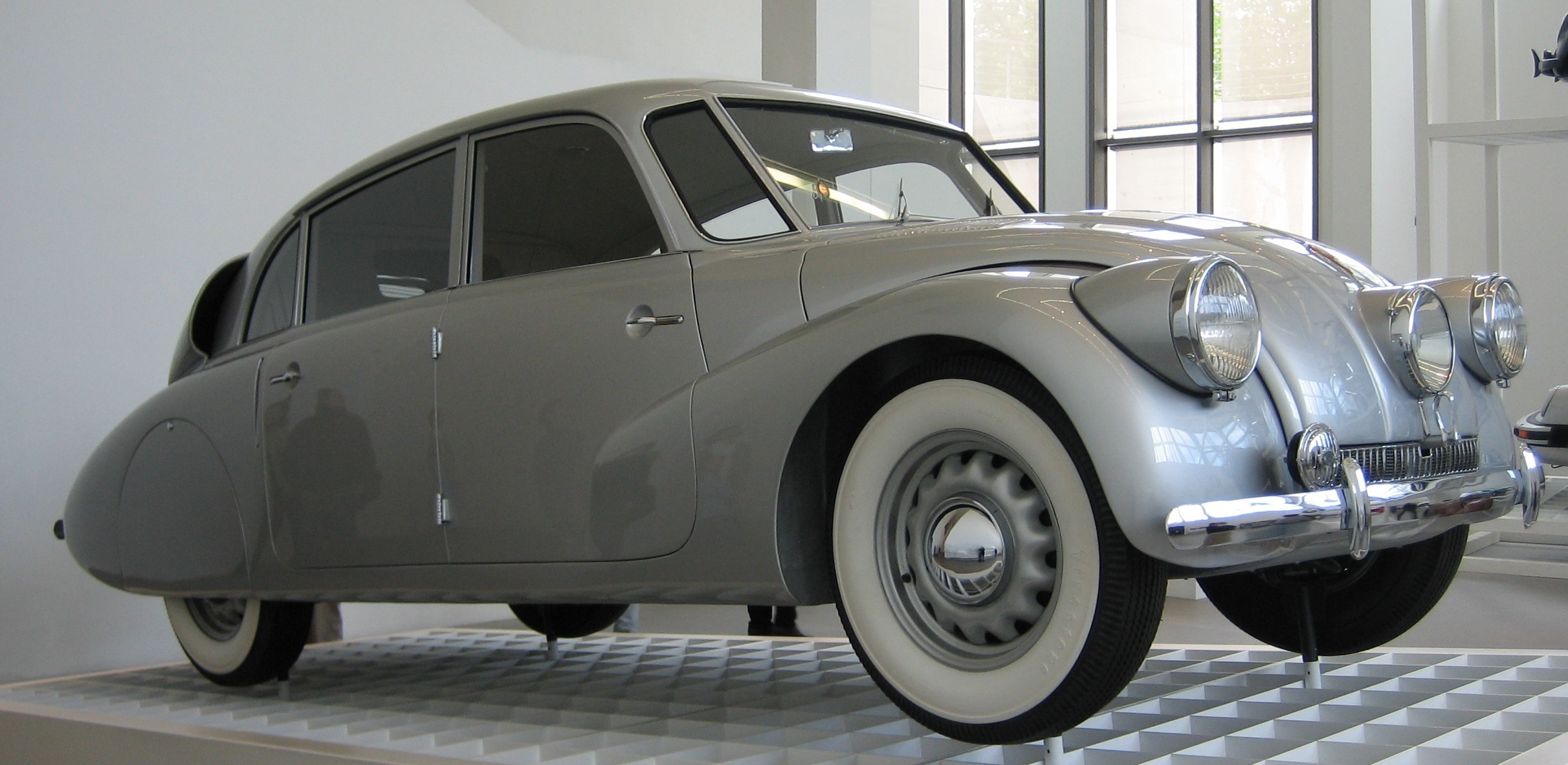
Tatra 87

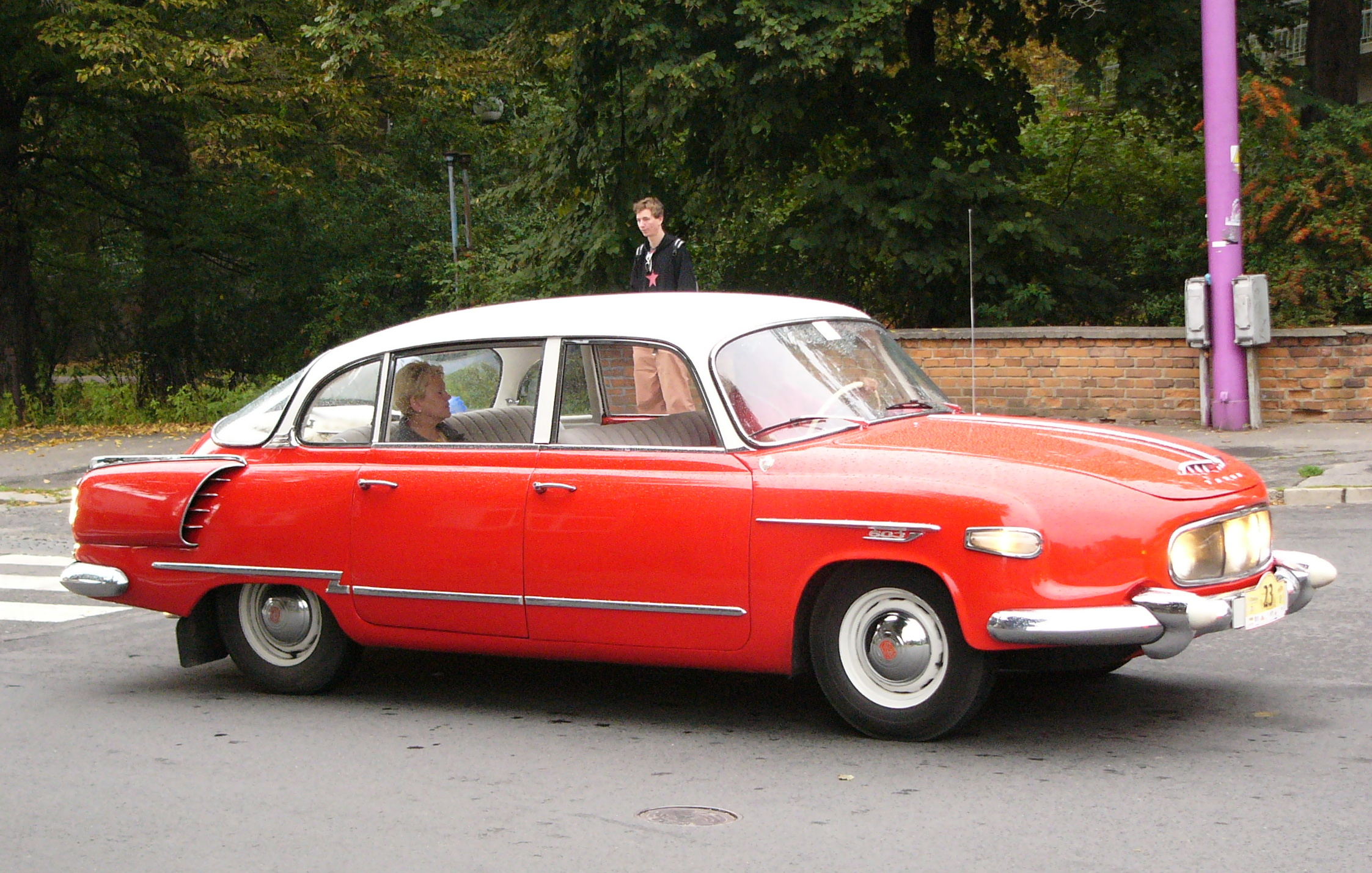
Tatra 603

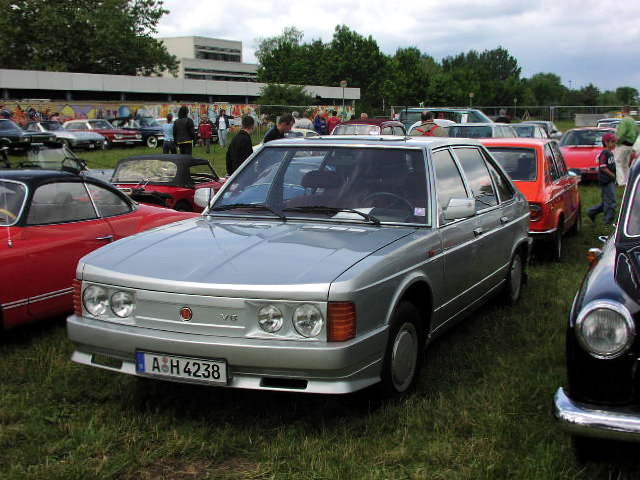
Tatra 613-3

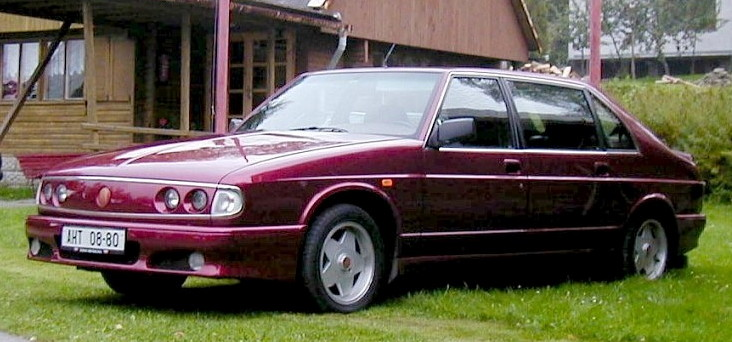
Tatra 700

In Kopřivnice befindet sich ein technisches Museum. Innerhalb des Gebäudes befinden sich historische Straßenfahrzeuge, darunter Personenkraftwagen oder Geländewagen, welche mehrmals bei der Rally Dakar gewonnen haben. Außerhalb befindet sich der Zug Slovenská Strela (Slowakischer Pfeil).

## Historische Straßenfahrzeuge

### Personenwagen
| Typ                           | Bauzeitraum |
| ----------------------------- | ----------- |
| Tatra 10                      | 1923–1925   |
| Tatra 11                      | 1923–1926   |
| Tatra 12                      | 1926–1934   |
| Tatra 17                      | 1925–1927   |
| Tatra 20                      | 1923–1925   |
| Tatra 26/30                   | 1927–1933   |
| Tatra 26/52                   | 1931        |
| Tatra 30                      | 1926–1930   |
| Tatra 30/52                   | 1929–1930   |
| Tatra 31                      | 1926–1930   |
| Tatra 52                      | 1930–1938   |
| Tatra 52 Sport                | 1930–1938   |
| Tatra 54                      | 1931–1934   |
| Tatra 57                      | 1932–1935   |
| Tatra 57 A                    | 1936–1938   |
| Tatra 57 B                    | 1938–1949   |
| Tatra 70                      | 1931–1932   |
| Tatra 70 A                    | 1934–1947   |
| Tatra 75                      | 1933–1942   |
| Tatra 77                      | 1934–1935   |
| Tatra 77 A                    | 1935–1936   |
| Tatra 80                      | 1931–1935   |
| Tatra 87                      | 1937–1950   |
| Tatra 87-603 Versuchsfahrzeug | 1950/1964   |
| Tatra 90 Prototyp             | 1935        |
| Tatra 97                      | 1937–1946   |
| Tatra 107                     | 1946–1947   |
| Tatra 201 Prototyp            | 1947        |
| Tatra 600 Tatraplan           | 1947–1952   |
| Tatra 600 Diesel Prototyp     | 1952        |
| Tatra 603                     | 1956–1963   |
| Tatra 603 A Prototyp          | 1955        |
| Tatra 603 MB Prototyp         | 1960        |
| Tatra 603 NP Prototyp         | 1961        |
| Tatra 603 X Prototyp          | 1967        |
| Tatra 2-603                   | 1963–1968   |
| Tatra 3-603                   | 1969        |
| Tatra 604 Prototyp            | 1954        |
| Tatra 613                     | 1973–1996   |
| Tatra 623                     | 1980–1998   |
| Tatra 700                     | 1996–1999   |
| Tatra Prezident Prototyp      | 1994        |
| Tatra V 570 Prototyp          | 1933        |

### Renn- und Sportwagen

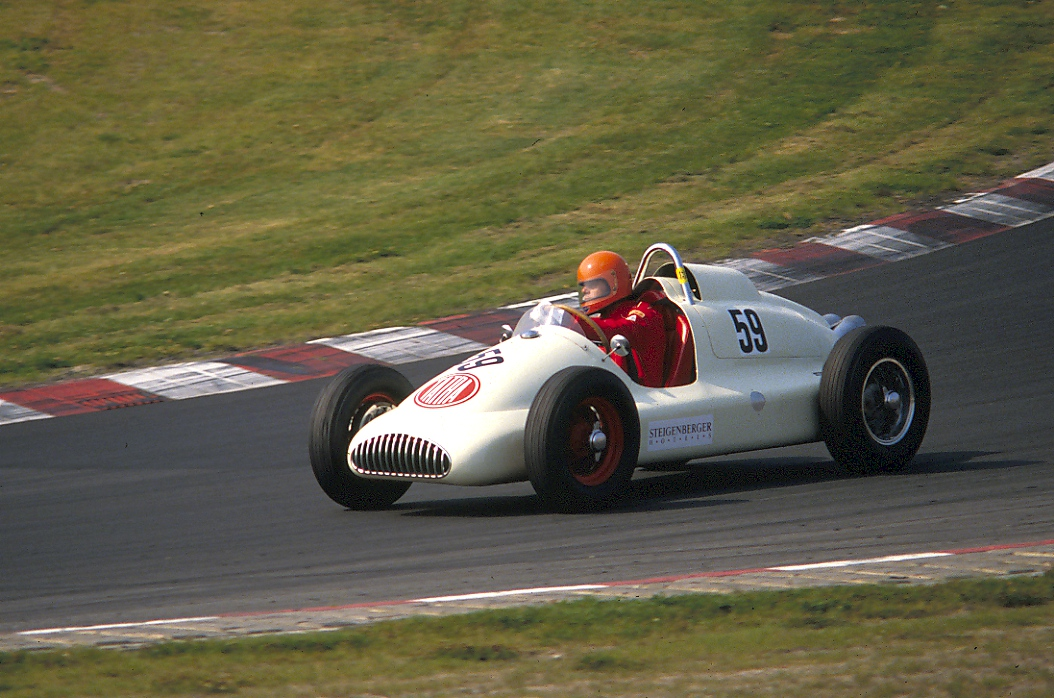
Tatra 607, Baujahr 1950, 1989 auf dem Nürburgring

| Typ                       | Bauzeitraum |
| ------------------------- | ----------- |
| Tatra 12 Targa Florio     | 1925        |
| Tatra 30 Sport            | 1926        |
| Tatra 601 Monte Carlo     | 1949–1952   |
| Tatra 602 Tatraplan Sport | 1949–1952   |
| Tatra 2-603 B5            | 1966–1967   |
| Tatra 2-603 B6            | 1968        |
| Tatra 605                 | 1956        |
| Tatra 607 Monoposto       | 1950        |
| Tatra 607-2 Monoposto     | 1951–1958   |
| Tatra 625                 | 1986        |
| Tatra Delfin              | 1963        |
| Tatra JK 2500             | 1954        |

### Geländewagen
| Typ                | Bauzeitraum |
| ------------------ | ----------- |
| Tatra V 750        | 1935–1937   |
| Tatra V 799        | 1938        |
| Tatra V 809        | 1940–1942   |
| Tatra 57 K         | 1941–1948   |
| Tatra 82           | 1935–1937   |
| Tatra 92           | 1937–1941   |
| Tatra 93           | 1939        |
| Tatra 803 Prototyp | 1950        |
| Tatra 804 Prototyp | 1951        |

### Minibus und Transporter

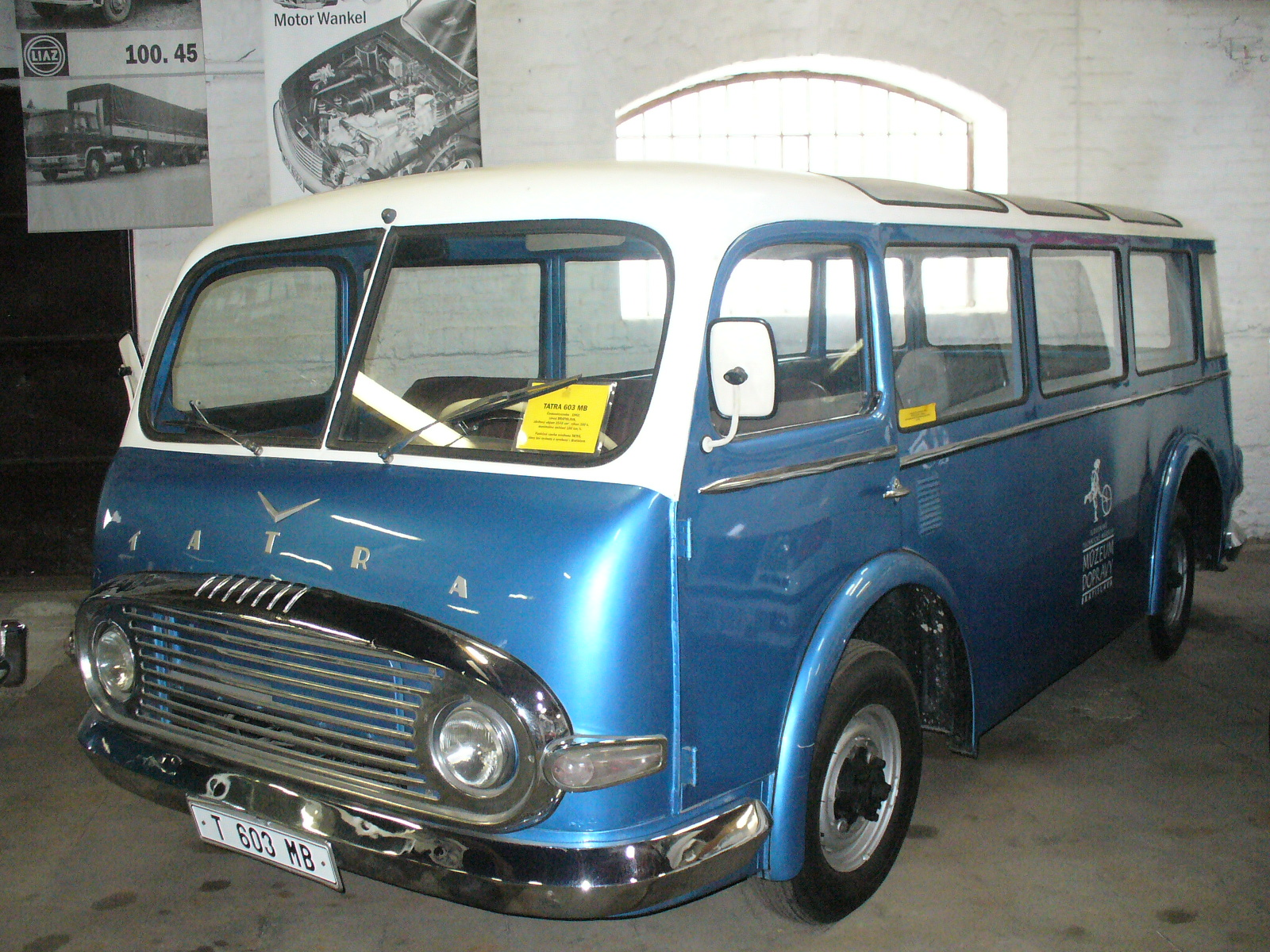
Tatra Mikrobus in Bratislava

| Typ                              | Bauzeitraum |
| -------------------------------- | ----------- |
| Tatra 603 MB (Mikrobus) Prototyp | 1961        |
| Tatra Beta (Kleintransporter)    | 1996–1999   |

### Lastkraftwagen

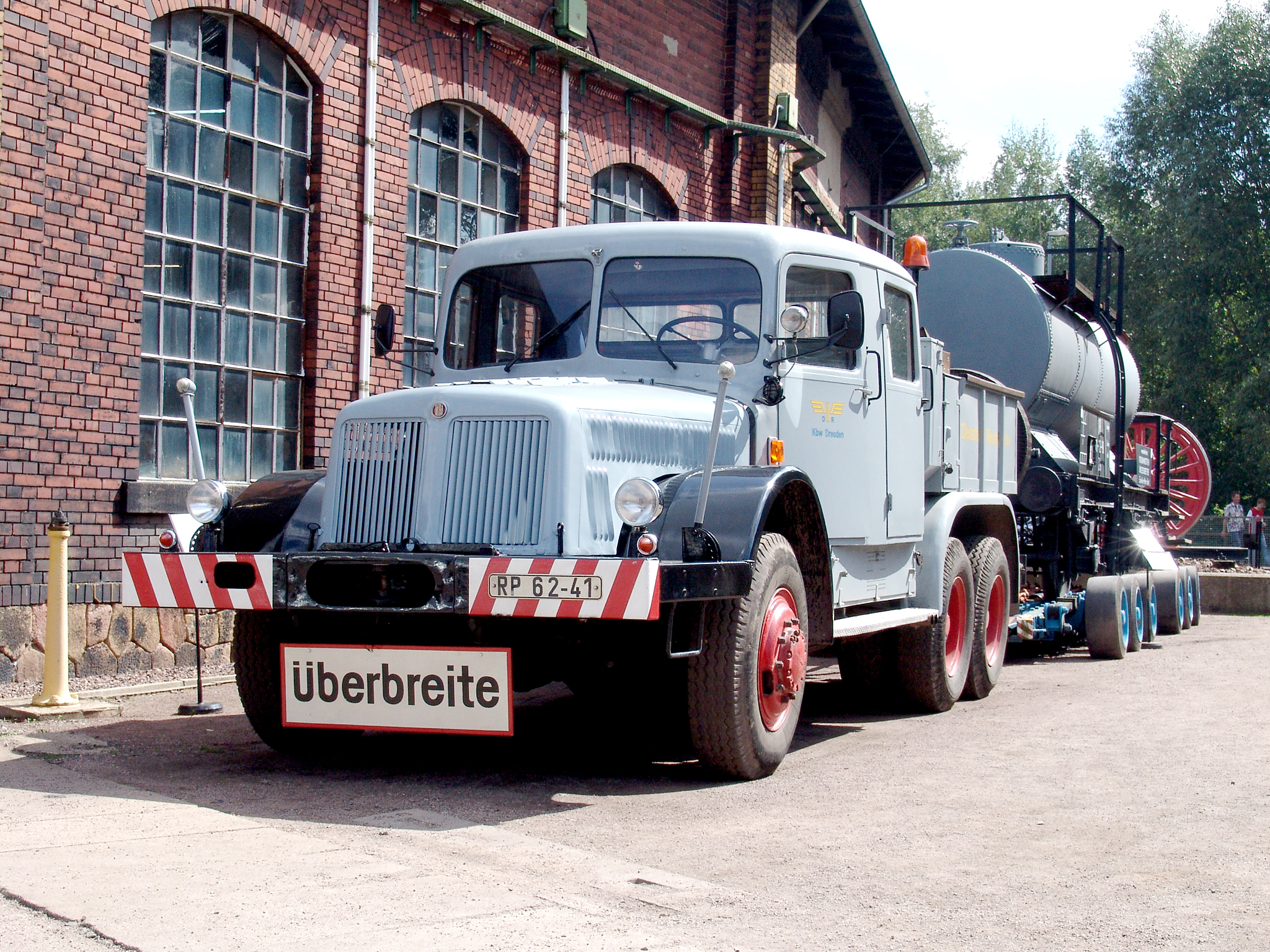
Tatra 141

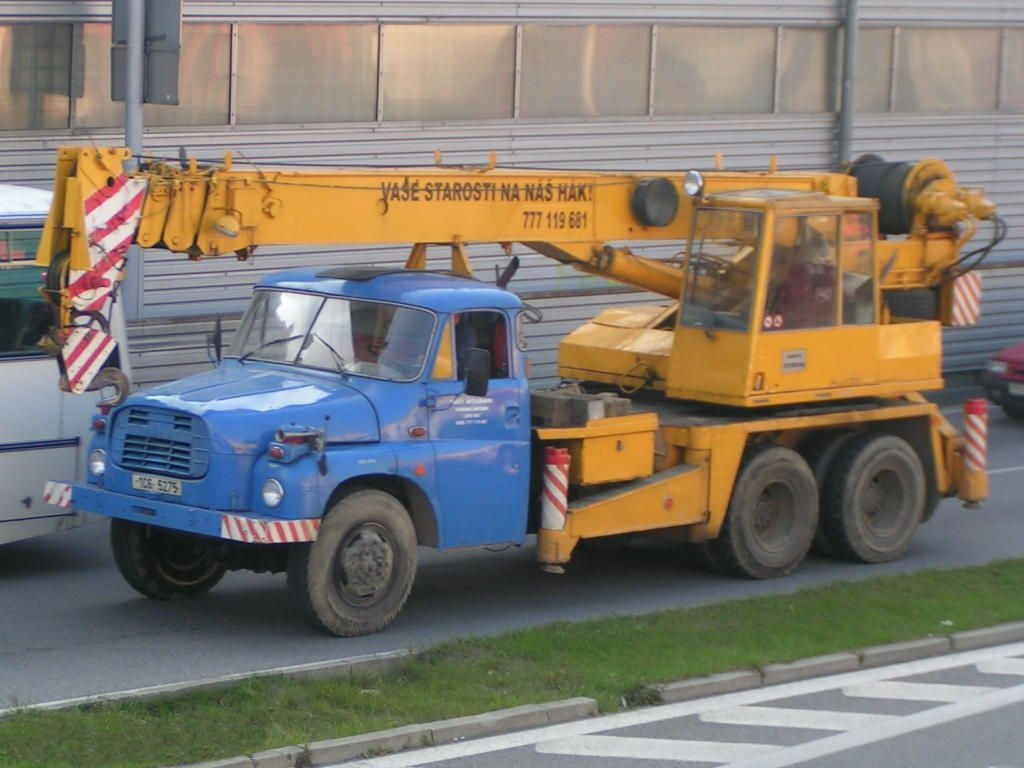
Tatra 148

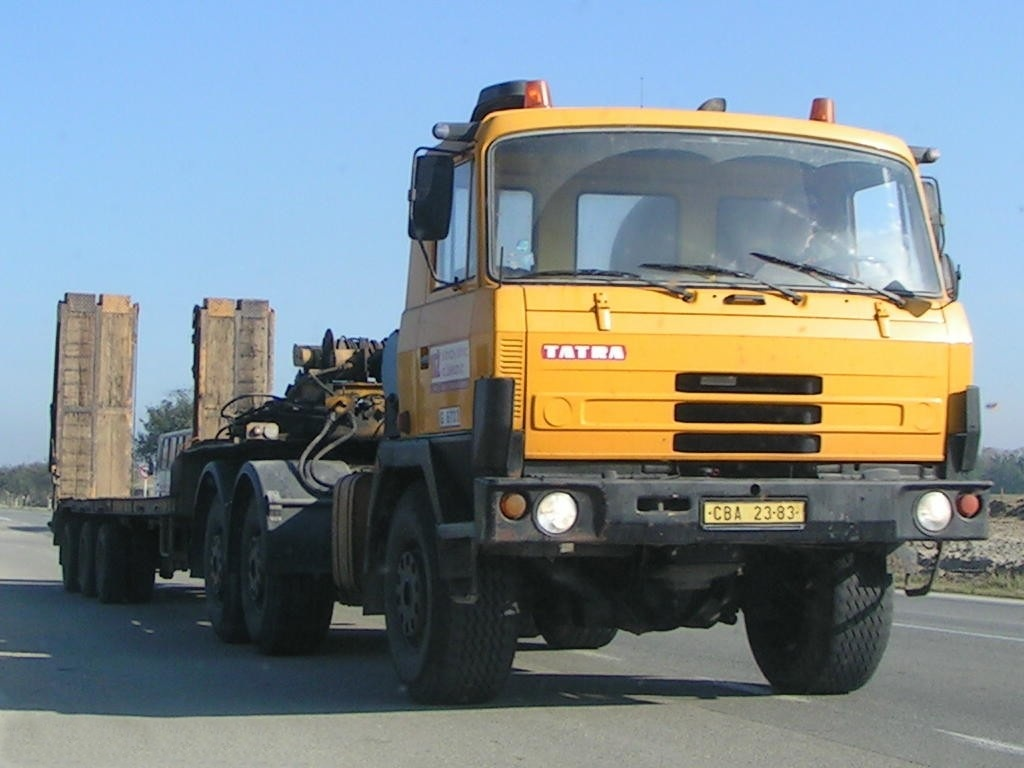
Tatra 815

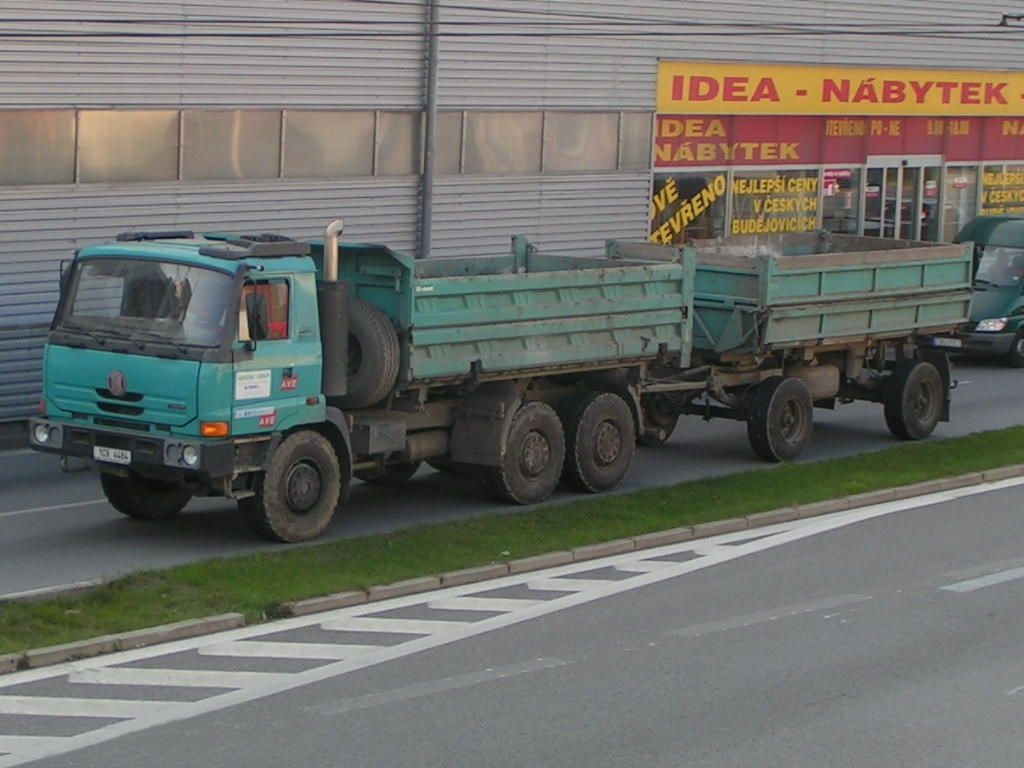
Tatra TERRNo1

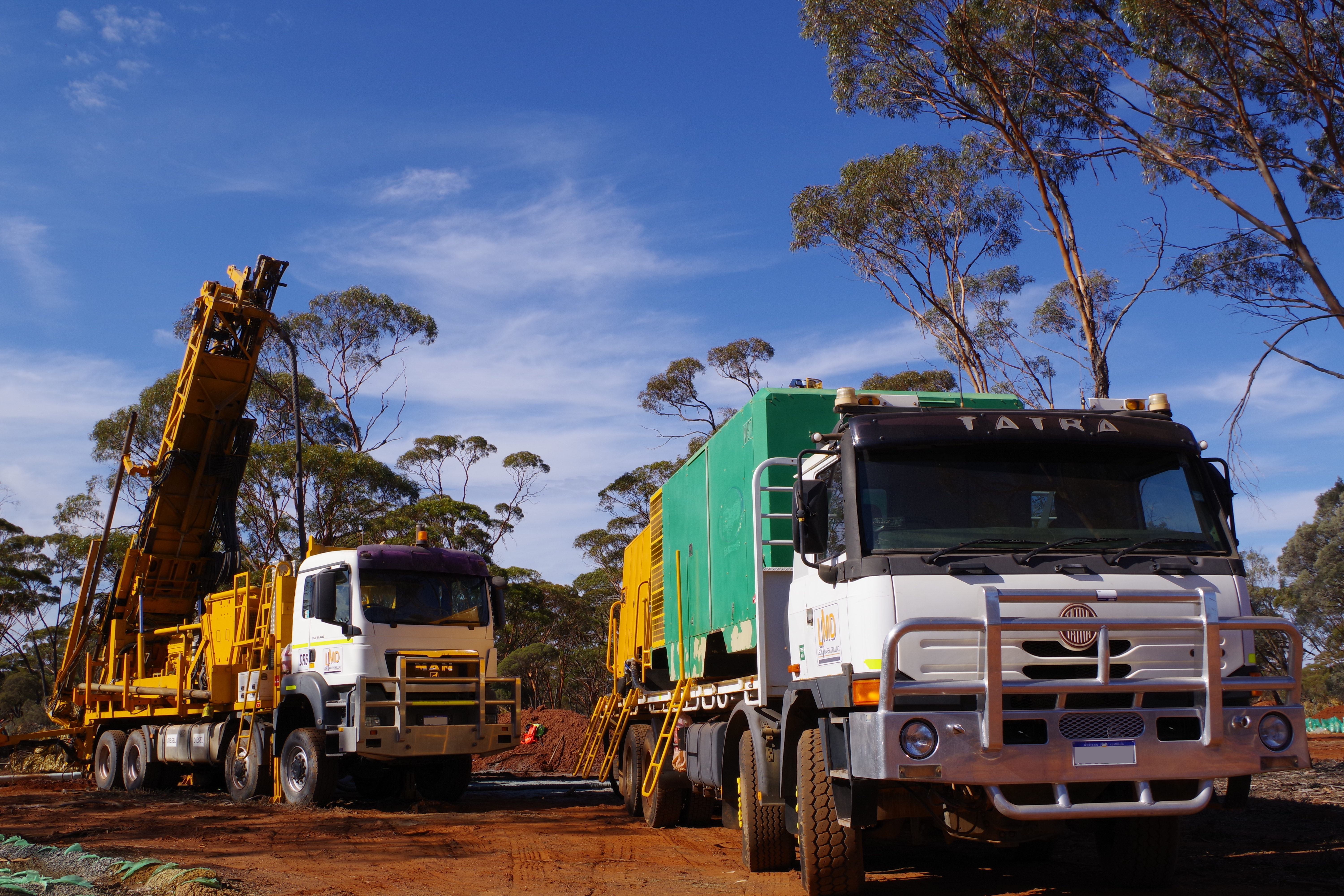
Tatra TERRNo1 8×8 in der Golderkundung, Western Australia

| Typ                                      | Bauzeitraum |
| ---------------------------------------- | ----------- |
| Tatra TL 2                               | 1915–1924   |
| Tatra TL 4                               | 1916–1924   |
| Tatra 13                                 | 1924–1933   |
| Tatra 22                                 | 1934–1935   |
| Tatra 23                                 | 1926–1931   |
| Tatra 24                                 | 1926–1931   |
| Tatra 25                                 | 1933–1934   |
| Tatra 27                                 | 1930–1947   |
| Tatra 28                                 | 1931–1935   |
| Tatra 43                                 | 1931–1938   |
| Tatra 49                                 | 1929–1930   |
| Tatra 72                                 | 1933–1937   |
| Tatra 81                                 | 1939–1942   |
| Tatra 84 Prototyp                        | 1935        |
| Tatra 85                                 | 1936–1941   |
| Tatra 111                                | 1942–1962   |
| Tatra 114                                | 1947–1948   |
| Tatra 115                                | 1948–1949   |
| Tatra 116, 117, 120 2-achsige Prototypen | 1948–1952   |
| Tatra 118, 119, 122 3-achsige Prototypen | 1948–1952   |
| Tatra 128                                | 1951–1952   |
| Tatra 130 Prototyp                       | 1951        |
| Tatra 131 Prototyp                       | 1951        |
| Tatra 137 Prototyp                       | 1956        |
| Tatra 138                                | 1959–1971   |
| Tatra 141                                | 1957–1970   |
| Tatra 147                                | 1957–1961   |
| Tatra 148                                | 1972–1982   |
| Tatra 157 Prototyp                       | 1972–1974   |
| Tatra 165 Prototyp                       | 1994–2000   |
| Tatra 805                                | 1953–1960   |
| Tatra 813                                | 1967–1982   |
| Tatra 815                                | 1982–2008   |

### Oberleitungsbusse

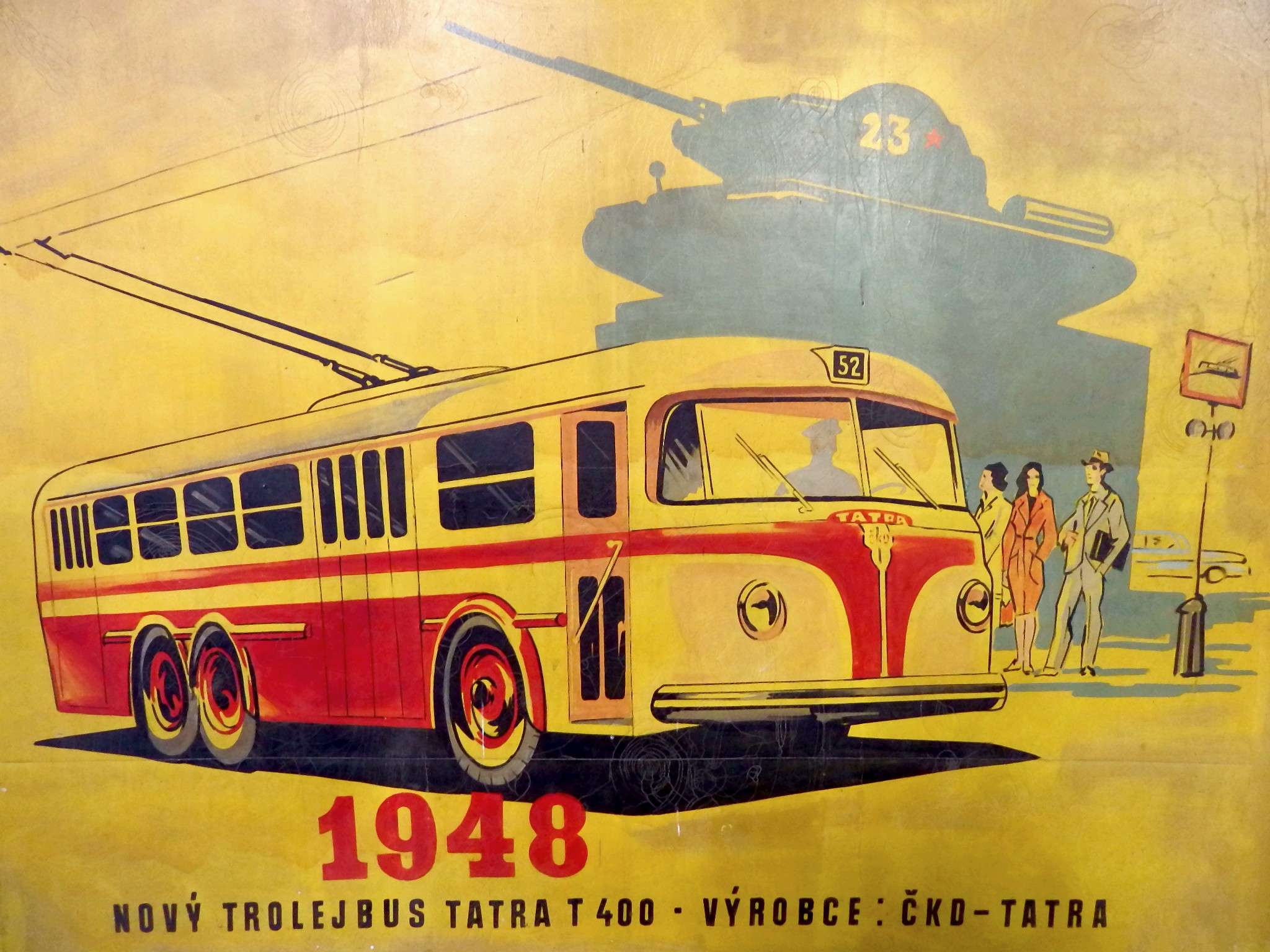
Reklame für den ab 1948, gemeinsam mit ČKD als Zulieferer der elektrischen Ausrüstung, hergestellten Oberleitungsbustyp Tatra T 400

| Typ                  | Bauzeitraum |
| -------------------- | ----------- |
| Tatra T 400          | 1948–1955   |
| Tatra T 401 Prototyp | 1958        |

### Omnibusse
| Typ       | Bauzeitraum |
| --------- | ----------- |
| Tatra 24  | 1926–1931   |
| Tatra 27  | 1930–1947   |
| Tatra 43  | 1931–1938   |
| Tatra 72  | 1933–1937   |
| Tatra 86  | 1936–1939   |
| Tatra 114 | 1947–1948   |
| Tatra 500 | 1954–1957   |

### Militärfahrzeuge
Tatra wurde wie etliche Fahrzeughersteller von der Wehrmacht zur Produktion von Militärfahrzeugen herangezogen, was unter anderem mit dem Schell-Plan festgelegt wurde. Danach wurde für Tatra die Produktion des Tatra 57 K geplant. Nach 1945 wurde die Palette der Militärfahrzeuge erweitert.

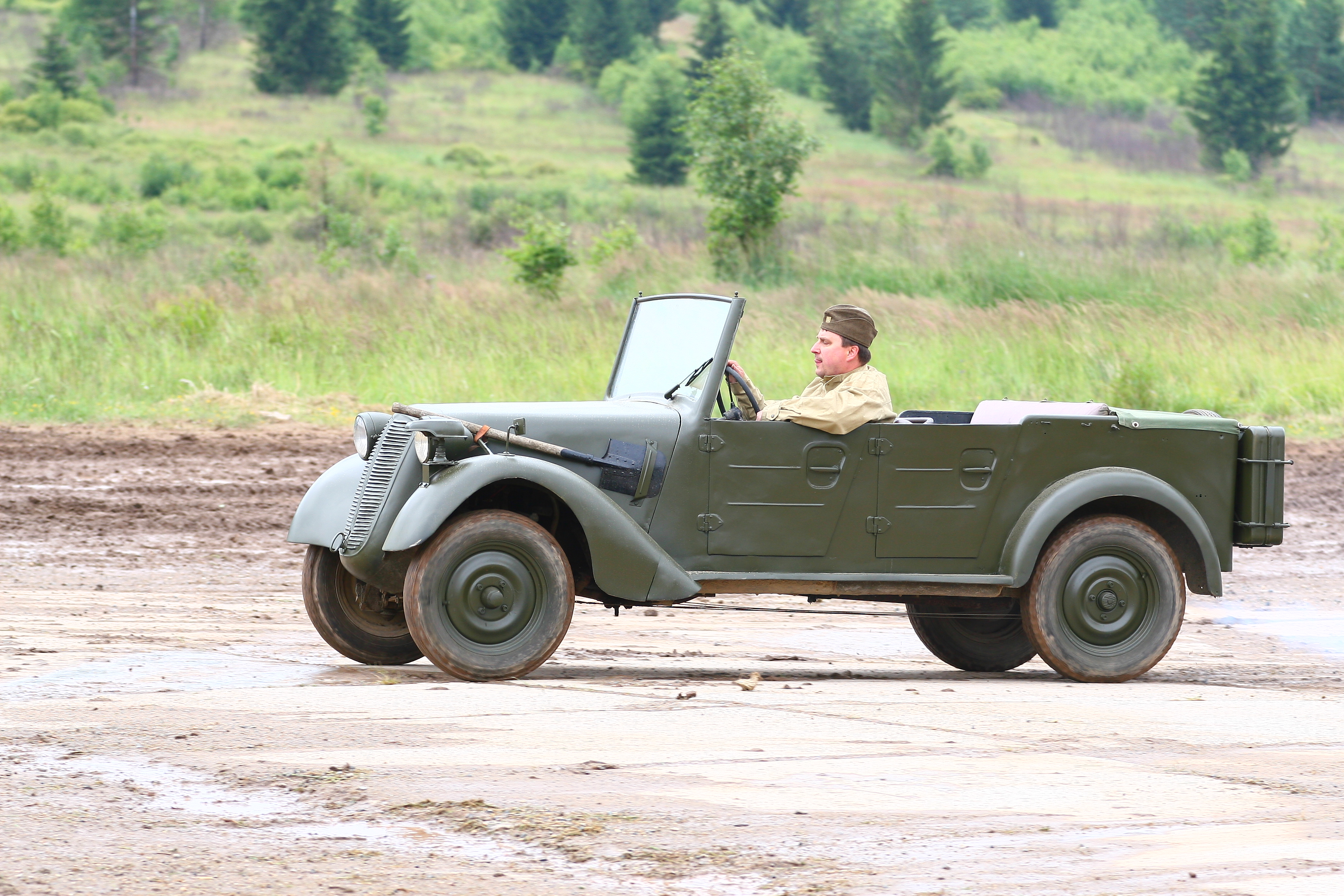
Tatra 57 K
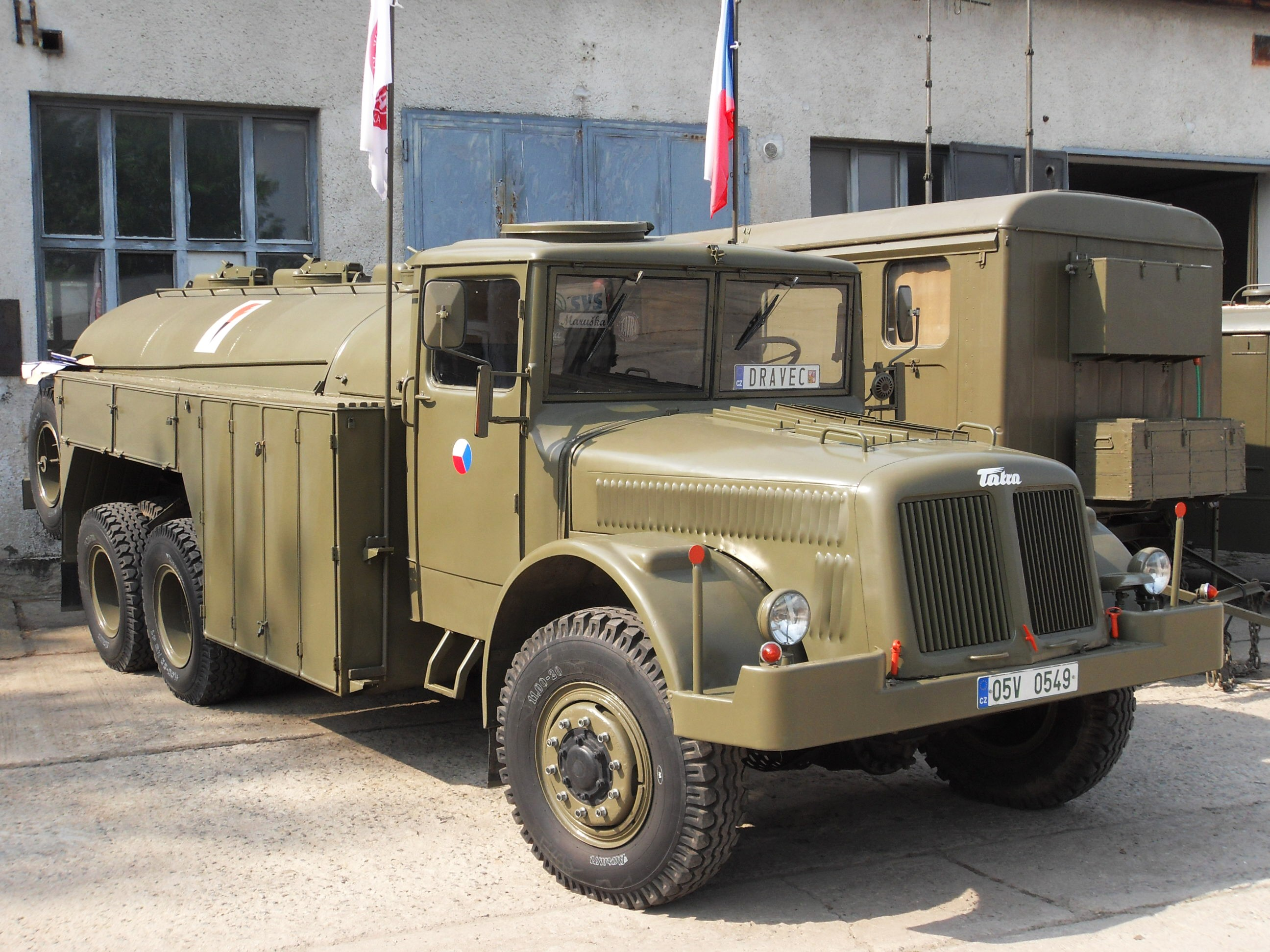
Tatra 111 als Tankfahrzeug
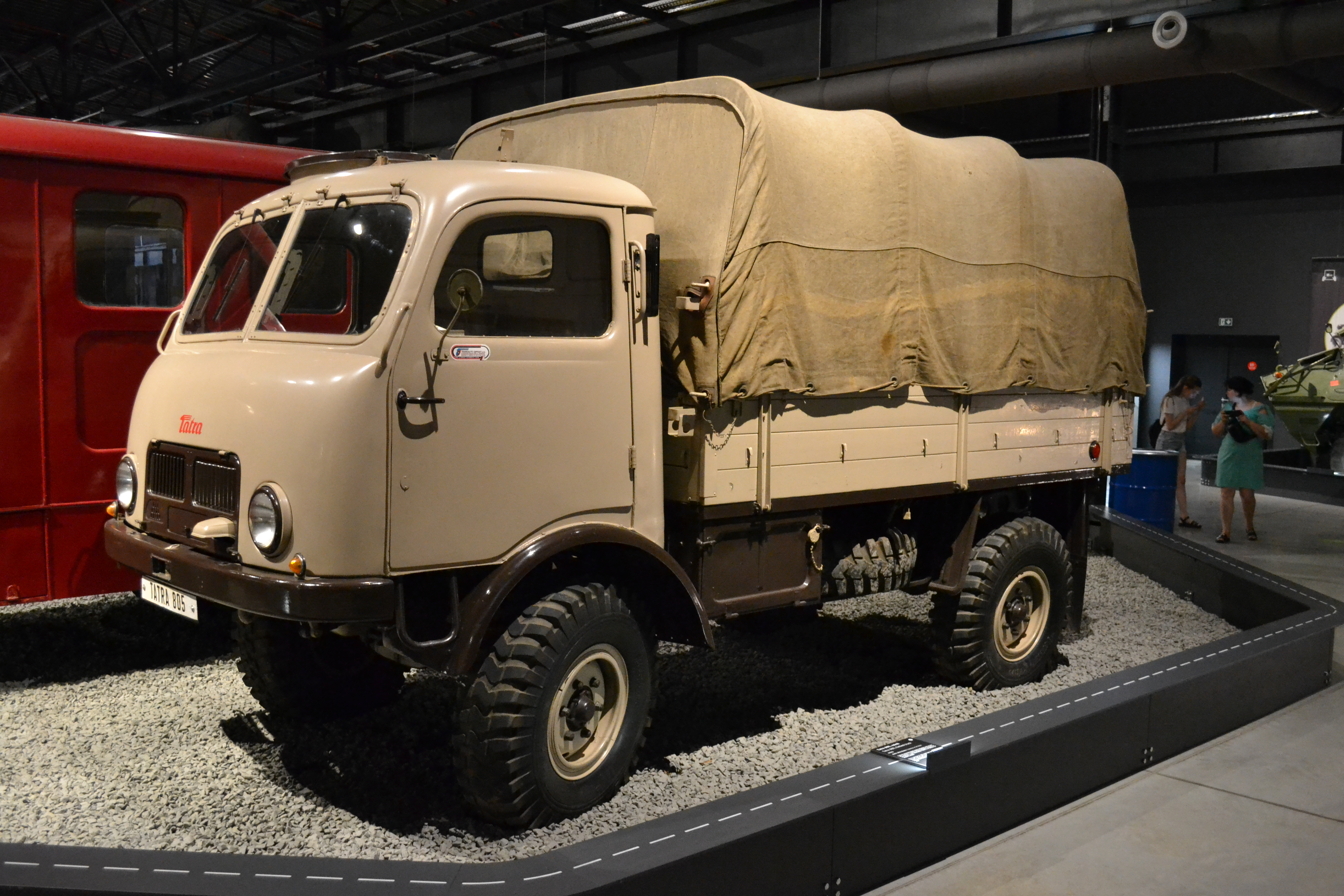
Tatra 805 als Militärtransporter
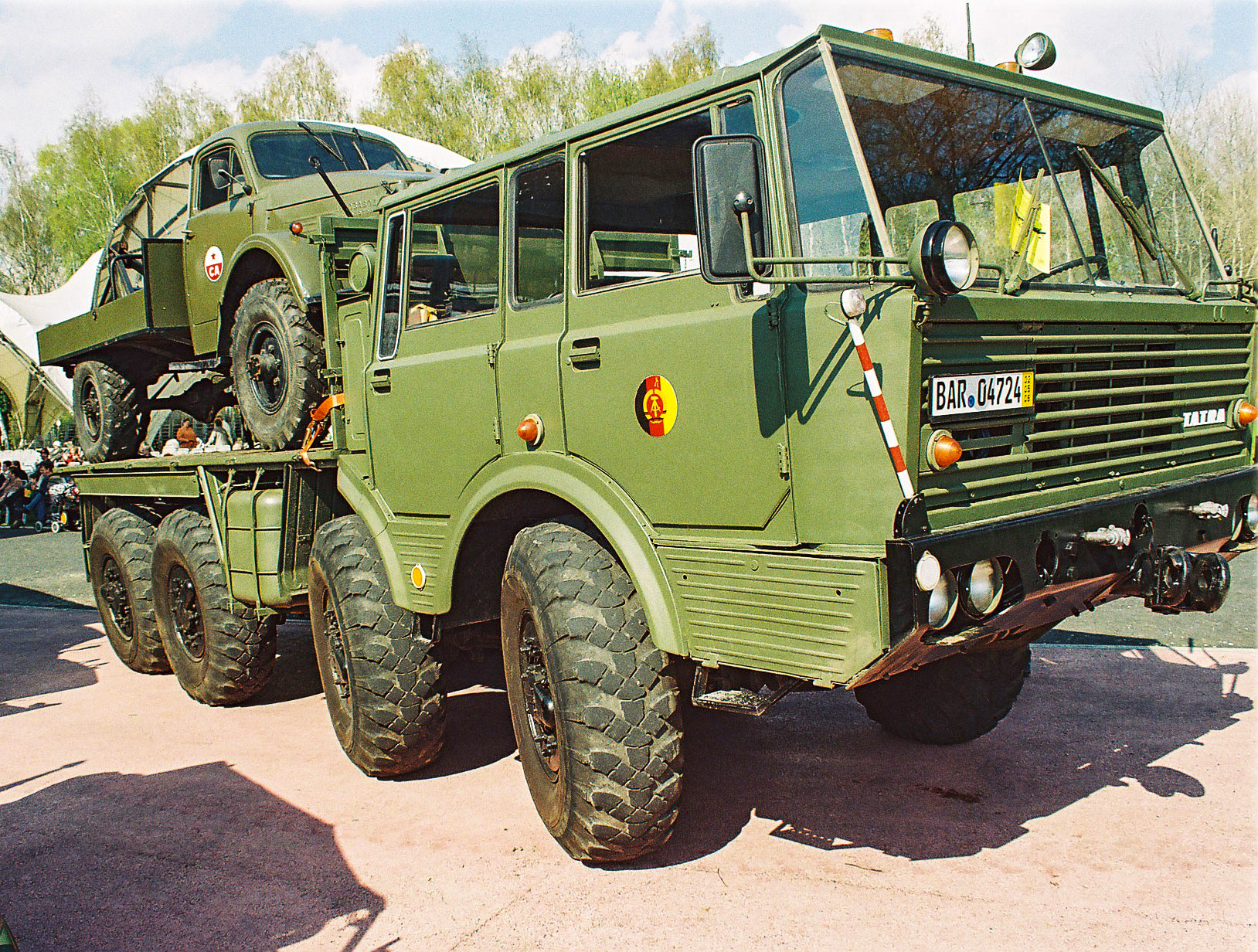
Tatra 813 8×8 mit sowjetischem GAZ-63 auf der Ladefläche
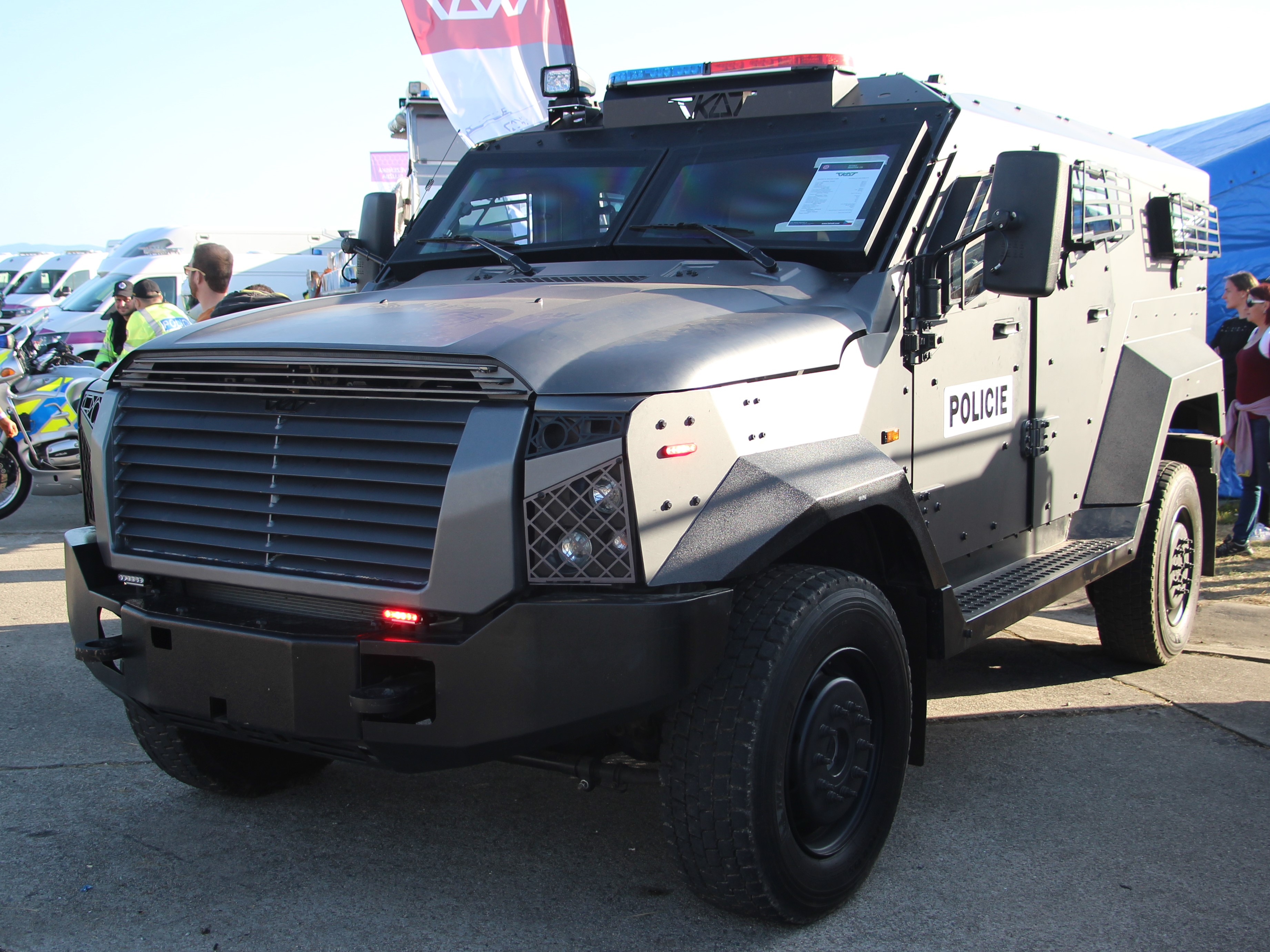
Tatra T-KAT, gepanzerter Geländewagen

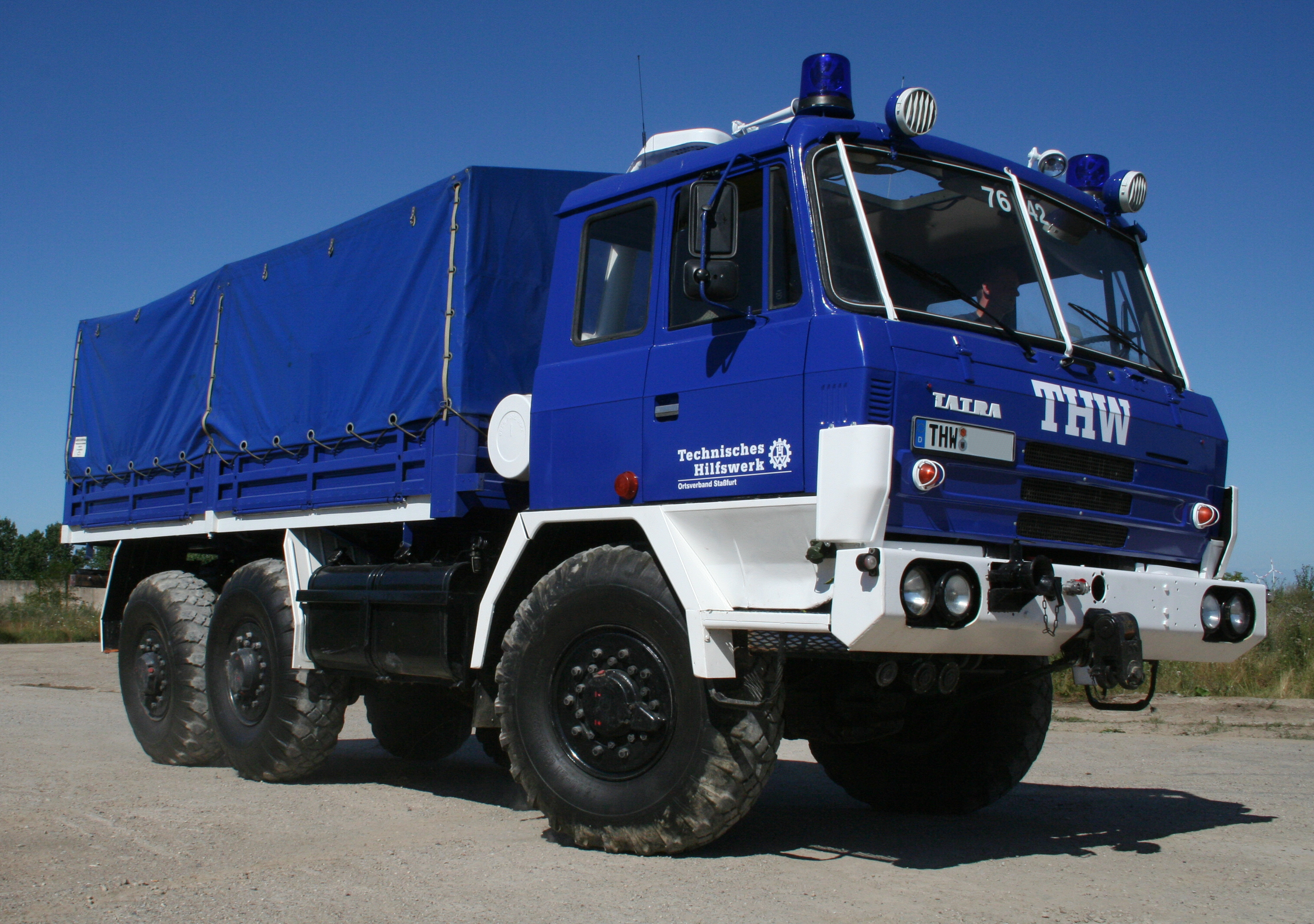
Der Tatra 815 als THW-Einsatzfahrzeug

| Typ          | Bauart                                                               | Bauzeitraum |
| ------------ | -------------------------------------------------------------------- | ----------- |
| Tatra 111    | LKW                                                                  | 1942–1962   |
| Tatra 805    | leichter LKW                                                         | 1953–1960   |
| Tatra 809    | Halbkettenfahrzeug                                                   |             |
| Tatra 813    | schwerer LKW                                                         | 1967–1982   |
| Tatra OT-64  | Panzerwagen 8x8 in Zusammenarbeit mit Polen auf Basis Tatra 813      |             |
| Tatra OT 810 | Halbkettenfahrzeug – Nachbau des deutschen mittleren SPW Sd.Kfz. 251 |             |
| DANA         | Selbstfahrhaubitze, Fahrgestell und Antrieb des Tatra 815            |             |
| Nexter Titus | 6x6 Radpanzer, in Zusammenarbeit mit Nexter Systems                  | 2013–       |

### Motorschlitten

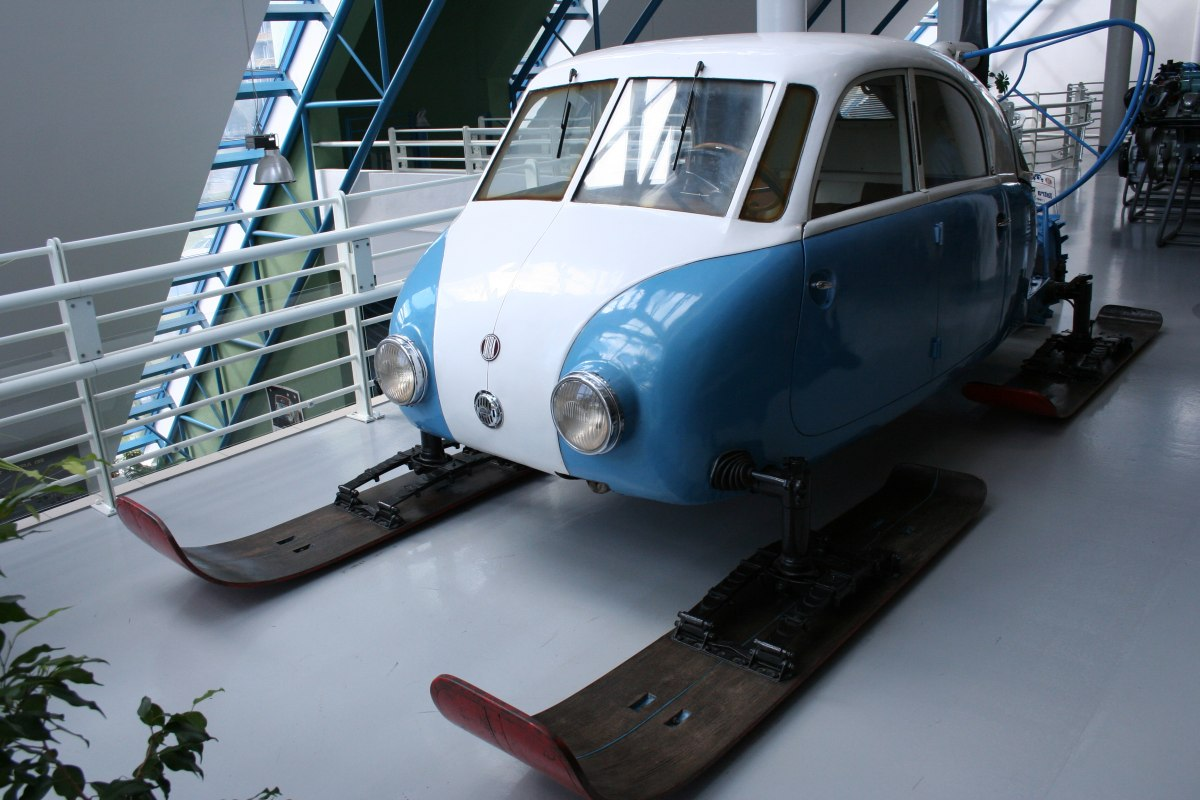
Tatra Motorschlitten

| Typ         | Bauzeitraum |
| ----------- | ----------- |
| Tatra V 855 | 1942        |

## Historische Schienenfahrzeuge
- Tatra-Turmtriebwagen

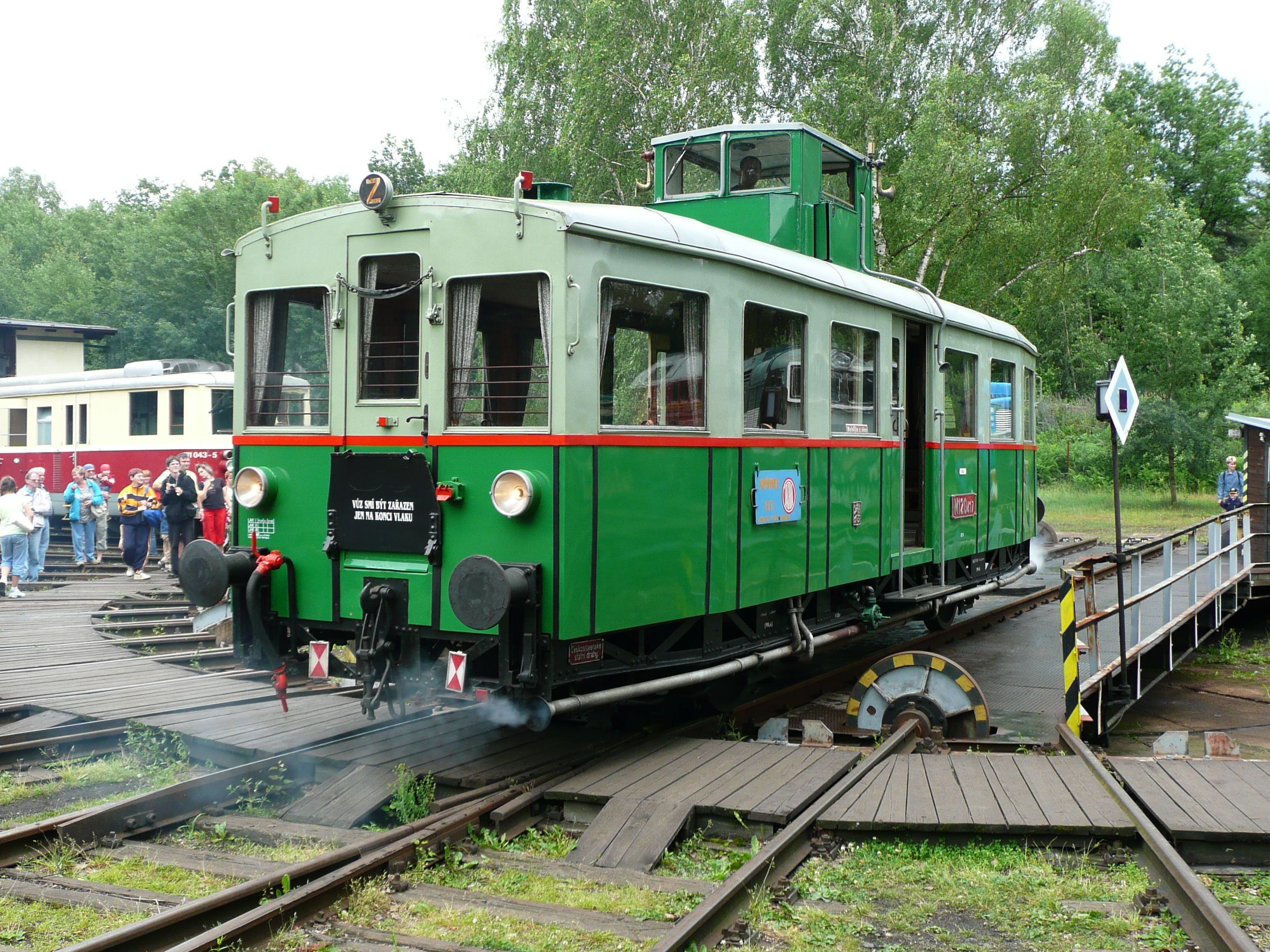
Turmtriebwagen der ČSD-Baureihe M 120.4

- Slovenská Strela (Slowakischer Pfeil)

## Historische Flugzeuge

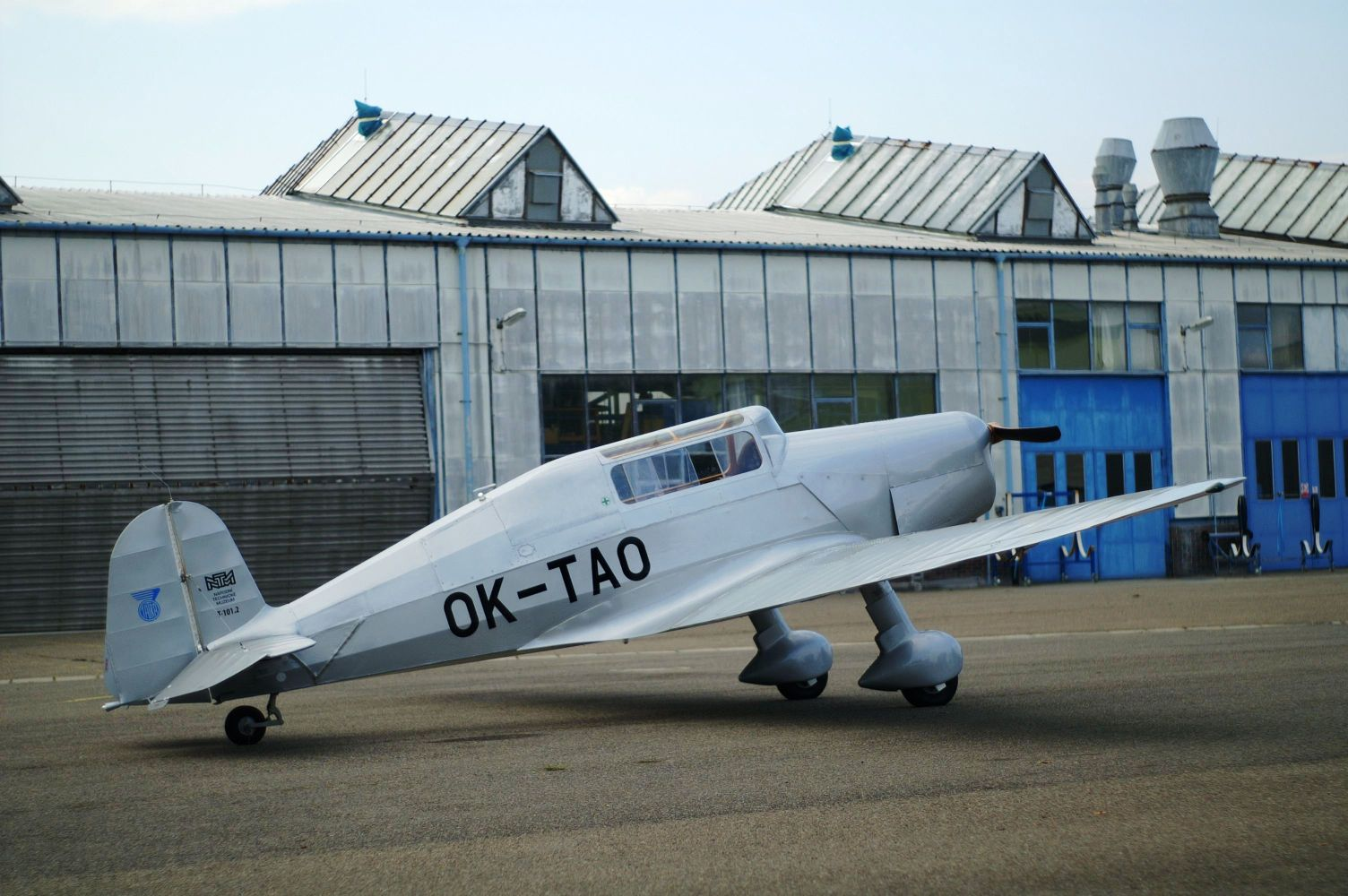
Tatra 101

| Typ         | Bauart        | Bauzeitraum | Lizenz        |
| ----------- | ------------- | ----------- | ------------- |
| Tatra T-001 | Sportflugzeug | 1937        |               |
| Tatra T-101 | Sportflugzeug | 1938        |               |
| Tatra T-126 | Schulflugzeug | 1937        | Avro 626      |
| Tatra T-131 | Sportflugzeug |             | Bücker Bü 131 |
| Tatra T-201 | Sportflugzeug | 1938        |               |
| Tatra T-301 | Sportflugzeug | 1938        |               |

## Aktuelle Straßenfahrzeuge

### Lastkraftwagen (zivil)

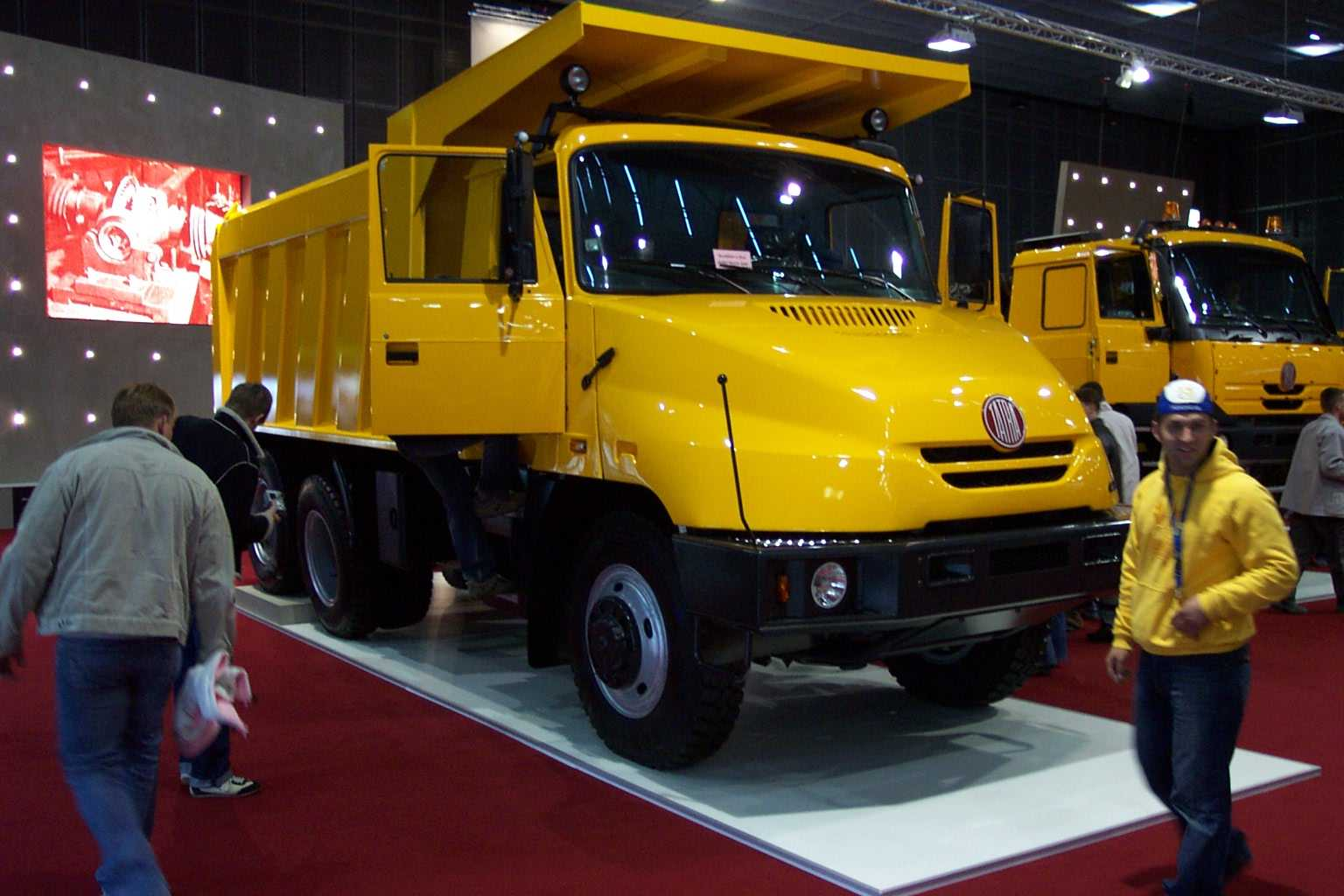
Tatra 163 JAMAL

| Typ                 | Bauart | Bauzeitraum   |
| ------------------- | ------ | ------------- |
| Tatra 815-2 TERRNo1 |        |               |
| Tatra 163 JAMAL     |        | 1999 bis 2015 |
| Tatra Phoenix       |        | seit 2011     |

### Lastkraftwagen (militärisch)
| Typ                 | Bauart | Bauzeitraum |
| ------------------- | ------ | ----------- |
| Tatra 810           |        | seit 2008   |
| Tatra 815-2 TERRNo1 |        |             |
| Tatra 815-2 ARMAX   |        |             |
| Tatra 815-7         |        |             |
| Tatra 816 FORCE     |        |             |